# 伊普薩拉
伊普薩拉（土耳其語：İpsala；古希臘語: Κυψέλη）是土耳其的城鎮，由埃迪爾內省負責管轄，位於該國西北部，毗鄰與希臘接壤的邊境，距離首府埃迪爾內108公里，面積651公里，2010年人口8,332。
洲際公路D_110（
 欧洲E84公路）通過伊普薩拉靠近馬爾馬拉海的邊境檢查點。